# Cesare Corvara
Cesare Corvara (Roma, 1630 circa – Roma, 1703) è stato un architetto italiano.

## Biografia
Cesare Corvara (o Crovara, o Crovaro) si formò con Carlo Rainaldi a Roma, per il quale svolgeva perizie e misure.
In particolare, Corvara fu architetto di fiducia della nobile famiglia romana dei Pamphilj per la quale lavorò al Palazzo Doria Pamphilj tra il 1657 e il 1659.
Tra le architetture religiose realizzò la seconda cappella a destra nella chiesa di Sant'Antonio in Campo Marzio, ma soprattutto diresse i lavori di ricostruzione e realizzazione della facciata della basilica di Sant'Eustachio dal 1701 fino alla morte nel 1703.